# Франко Андреолі
Франко Андреолі (італ. Franco Andreoli; 2 грудня 1915, Тічино — 5 лютого 2009) — швейцарський футболіст, що грав на позиції захисника, за клуб «Лугано», а також національну збірну Швейцарії. По завершенні ігрової кар'єри — тренер.
Дворазовий чемпіон Швейцарії.

## Клубна кар'єра
У футболі дебютував 1935 року виступами за команду «Лугано», кольори якої і захищав протягом усієї своєї кар'єри гравця, що тривала тринадцять років. За цей час двічі виборював титул чемпіона Швейцарії.
| Дата       | Місто    | Господарі | Результат | Гості      | Турнір | Голи | Примітки |
| ---------- | -------- | --------- | --------- | ---------- | ------ | ---- | -------- |
| 12.11.1939 | Цюріх    | Швейцарія | 3 – 1     | Італія     | тов    | -    |          |
| 03.03.1940 | Турин    | Італія    | 1 – 1     | Швейцарія  | тов    | -    |          |
| 31.03.1940 | Будапешт | Угорщина  | 3 – 0     | Швейцарія  | тов    | -    |          |
| 09.03.1941 | Штутгарт | Німеччина | 4 – 2     | Швейцарія  | тов    | -    |          |
| 20.04.1941 | Берн     | Швейцарія | 2 – 1     | Німеччина  | тов    | -    |          |
| 28.12.1941 | Валенсія | Іспанія   | 3 – 2     | Швейцарія  | тов    | -    |          |
| 14.06.1943 | Сольна   | Швеція    | 1 – 0     | Швейцарія  | тов    | -    |          |
| 08.04.1945 | Лозанна  | Швейцарія | 1 – 0     | Франція    | тов    | -    |          |
| 21.05.1945 | Базель   | Швейцарія | 1 – 0     | Португалія | тов    | -    |          |
| 11.11.1945 | Цюріх    | Швейцарія | 4 – 4     | Італія     | тов    | -    |          |
| 25.11.1945 | Женева   | Швейцарія | 3 – 0     | Швеція     | тов    | -    |          |
| 11.05.1946 | Лондон   | Англія    | 4 – 1     | Швейцарія  | тов    | -    |          |
| 15.05.1946 | Глазго   | Шотландія | 3 – 1     | Швейцарія  | тов    | -    |          |
| Усього     |          | Матчів    | 13        |            | Голів  | 0    |          |

## Кар'єра тренера
Розпочав тренерську кар'єру невдовзі по завершенні кар'єри гравця, 1950 року, очоливши тренерський штаб національної збірної Швейцарії, з якої поїхав на чемпіонат світу 1950 року у Бразилії. Його команда програла Югославії (0-3), зіграла внічию з Бразилією (2-2) і виграла у Мексики (2-1), але зайняла у групі лише третє місце і не вийшла до плей-офф. Досвід тренерської роботи тим і обмежився.
Помер 5 лютого 2009 року на 94-му році життя.

## Титули і досягнення
- Чемпіон Швейцарії (2):

«Лугано»: 1937–1938, 1940–1941